# 瑞士旅業集團
瑞士旅業集團（英語：Kuoni Group）總部位於瑞士，其跨國旅行社在全球各地均有使用為品牌的分支機構。集團現已解體，由新買家各自獨立特許經營品牌。

## 歷史
瑞士旅業集團的建立者是瑞士人阿尔弗雷德·库奥尼（外語：Alfred Kuoni；又譯阿尔佛雷德·可尼），在1906年於蘇黎世創立。集團其後於全球展開擴張併購。例如在中國香港開始收購鐵行旅遊（又名鐵行勝景遊、瑞士旅業[中國]有限公司，現名TCI 勝景遊），在印度收購SOTC，在日本等地開展業務等等。
集團亦曾經擁有雪絨花航空。2008年，瑞士旅業集團出售該航空公司予瑞士國際航空。

## 中國內地情况
集團曾在中國內地設有三個办事处，分別位於北京、上海和广州。後者於2005年11月10日获得中国国家旅游局及广东省旅游局批准，並於翌年獲得中國商务部的审批。2006年10月，子公司「胜景旅游（广东）有限公司」正式註冊成立，經營國內遊業務。
2009年，集團又收購中國公司易网通31.8%的股權，成為第一大股東。易网通是中國旅行社广之旅的控股股東，換言之瑞士旅業集團採用透過收購易网通，間接進軍中国內地旅遊市场。但在收購翌年，广之旅被中國有关部门调查，而前任董事长郑烘被双规。

## 現況
2015年，集團的控股公司決定為集團轉型。例如集團的中國香港、印度的旅行社業務被售予托馬斯·庫克（印度）有限公司。而托馬斯·庫克（印度）本身為托马斯·库克集团一員，但早前已售予總部位於加拿大的跨國集團Fairfax Financial。而瑞士旅業集團位於歐洲的旅行社業務（英國、瑞士、比荷盧、斯堪的纳维亚），亦於同年出售予雷弗集团（德語：REWE Group）。雷弗集团同時擁有競爭對手：總部位於德國的DER Touristik。出售業務後，瑞士旅業集團仍擁有品牌，但授予他人繼續使用該品牌。
2016年，集團的控股公司被瑞典投資機構收購。EQT 進一步支解餘下的瑞士旅業集團，例如將售予日本旅行社集團JTB、將B2B旅行社出售予Hotelbeds 等等。2018年，與子公司VFS Global合併。的總部位於杜拜。
2019年，EQT 考慮出售。

## 延伸閱讀
- Cohen, M. L. . 《 International Directory of Company Histories 》.   [2019-11-28]. （原始内容存档于2020-08-12） –encyclopedia.com （英语）.